# 威茲波特 (紐約州)
威茲波特（英語：Weedsport）是位於美國紐約州卡尤加縣的村。

## 人口
根據2020年美國人口普查的數據，威茲波特的面積為2.53平方千米，皆為陸地。當地共有人口1788人，而人口密度為每平方千米707人。